# Tractatus de Herbis
Il Tractatus de Herbis è un trattato di piante medicinali prodotto verso il 1440 e attualmente conservato presso la British Library a Londra, con la segnatura Sloane 4016.

## Descrizione
Durante il Medioevo, la medicina venne molto influenzata dalle differenti culture che formavano la società. Gli apporti dei medici bizantini, arabi e mozarabici furono amalgamati ai testi greci fondatori della medicina, e alle conoscenze di culture più lontane, oltre le frontiere del mondo occidentale. Come conseguenza, la stessa pianta medicinale poteva avere molti nomi diversi, a seconda del gruppo che la utilizzava per produrre i propri rimedi. Per evitare pericoli generati da confusioni e incomprensioni, farmacisti e medici compilarono dizionari di nomi di piante medicinali e fecero eseguire album botanici illustrati con riproduzioni delle piante e anche dei minerali e animali utilizzati nella pratica medica.
In alcuni manoscritti, questi album illustrati non contengono più testo, ma solo illustrazioni di piante e materia medica, accompagnate da una didascalia con la lista di tutti i nomi utilizzati dalle varie culture della società medievale. Tali album con liste multilingue di nomi diventano strumenti visivi che permettono di identificare le piante da utilizzare nella terapeutica, e rendono più immediata e diretta la comunicazione e lo scambio interculturale.
Da traduttori/interpreti, queste opere illustrate e prive di testo assumono un nuovo ruolo, trasformando tutta la letteratura botanica e diventando esse stesse opere di riferimento, che rendono ora inutile l'inclusione di rappresentazioni in altri trattati di botanica e medicina, e in più possono essere consultati da lettori di qualsiasi lingua. Questo elimina anche il rischio di somministrare al paziente una pianta diversa da quella prescritta dal medico e di esporlo ad effetti possibilmente letali, risultanti da tale confusione.
Il Tractatus de Herbis conservato presso la British Library a Londra è uno di questi libri e contiene non solo illustrazioni botaniche, ma anche immagini di animali e scene di vita medievale.

## Edizioni moderne
Nel 2012, la casa editrice spagnola Moleiro Editore ha pubblicato la prima e unica edizione facsimile del Tractatus de Herbis, una edizione di lusso limitata a 987 copie, accompagnata da un volume di commento a cura di Alain Touwaide, storico della scienza e della medicina presso l'Institute for the Preservation of Medical Traditions e la Smithsonian Institution a Washington, DC, negli Stati Uniti.